# Polichord
Polichord (gr. poli chordos – wiele strun) – instrument muzyczny wywodzący się ze starożytnej Grecji. Posiadał osiem strun równej długości i identycznym stroju. Na struny zakładano poprzeczną belkę, tzw. helikon, spełniał on funkcję podobną do dzisiejszego kapodastra.
Poprzednikiem polichordu był monochord. Przyjmuje się, że z monochordu i polichordu wyewoluował w średniowieczu klawikord.